# メリマック郡 (ニューハンプシャー州)
メリマック郡（英: Merrimack County）は、アメリカ合衆国ニューハンプシャー州の中央部に位置する郡である。人口は15万3808人（2020年）。郡庁所在地は州都コンコードである。ニューハンプシャー州の人口重心が、郡内のペンブローク町にある。
メリマック郡は1823年にコンコードで組織化され、郡名はメリマック川から採られた。領域はヒルズボロ郡北部とロッキンガム郡から町を取って作られた。1841年、ベルナップ郡の設立で、領域が減った。

## 地理
アメリカ合衆国国勢調査局に拠れば、郡域全面積は956平方マイル (2,476 km2)であり、このうち陸地934平方マイル (2,419 km2)、水域は22平方マイル (57 km2)で水域率は2.31%である。

### 隣接する郡

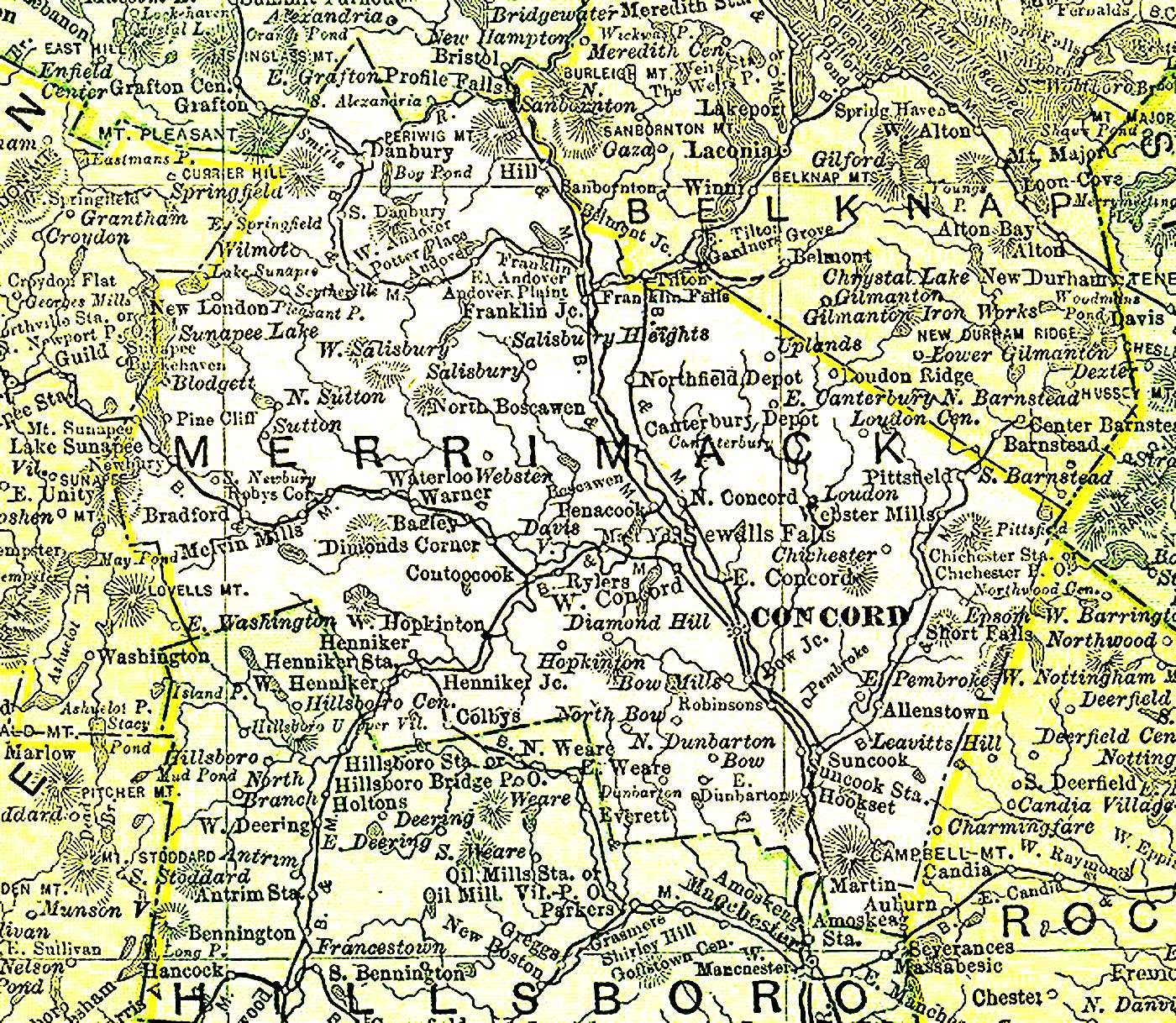
1895年のメリマック郡図

- ベルナップ郡 - 北東
- ストラッフォード郡 - 東
- ロッキンガム郡 - 南東
- ヒルズボロ郡 - 南
- サリバン郡 - 西
- グラフトン郡 - 北西

### 国立保護地域
- ジョン・ヘイ国立野生生物保護区

## 人口動態
以下は2000年国勢調査による人口統計データである。
| 基礎データ - 人口: 136,225 人 - 世帯数: 51,843 世帯 - 家族数: 35,460 家族 - 人口密度: 56人/km2（146人/mi2） - 住居数: 56,244 軒 - 住居密度: 23軒/km2（60軒/mi2） 人種別人口構成 - 白人: 97.08% - アフリカン・アメリカン: 0.54% - ネイティブ・アメリカン: 0.23% - アジア人: 0.86% - 太平洋諸島系: 0.02% - その他の人種: 0.23% - 混血: 1.04% - ヒスパニック・ラテン系: 1.00% 先祖による構成 - イギリス系：16.5% - アイルランド系：13.4% - フランス系：12.7% - フランス系カナダ人：11.0% - アメリカ人：8.4% - ドイツ系：6.4% - イタリア系：6.0% 言語による構成 - 英語：94.2% - フランス語：2.9% - スペイン語：1.1% | 年齢別人口構成 - 18歳未満: 24.9% - 18-24歳: 8.1% - 25-44歳: 30.6% - 45-64歳: 24.0% - 65歳以上: 12.4% - 年齢の中央値: 38歳 - 性比（女性100人あたり男性の人口） - 総人口: 97.0 - 18歳以上: 93.7 世帯と家族（対世帯数） - 18歳未満の子供がいる: 33.9% - 結婚・同居している夫婦: 54.9% - 未婚・離婚・死別女性が世帯主: 9.8% - 非家族世帯: 31.6% - 単身世帯: 24.6% - 65歳以上の老人1人暮らし: 9.0% - 平均構成人数 - 世帯: 2.51人 - 家族: 3.00人 収入と家計 - 収入の中央値 - 世帯: 48,522米ドル - 家族: 56,842米ドル - 性別 - 男性: 37,722米ドル - 女性: 27,207米ドル - 人口1人あたり収入: 23,208米ドル - 貧困線以下 - 対人口: 5.9% - 対家族数: 4.1% - 18歳未満: 6.6% - 65歳以上: 5.7% |

## 政治
| 年     | 民主党       | 共和党       |
| ------ | ------------ | ------------ |
| 2012年 | 55.6% 44,756 | 42.9% 34,524 |
| 2008年 | 56.3% 45,078 | 42.5% 34,010 |
| 2004年 | 52.2% 39,975 | 47.1% 36,060 |
| 2000年 | 48.1% 30,622 | 47.1% 30,028 |

## 都市と町
メリマック郡は2つの市と25の町に分かれている。下表で未編入の村はそれぞれの町や市の下に記す。

| - コンコード市 - 郡庁所在地 - ペナクック村 - フランクリン市 - アレンズタウン町 - サンクック（国勢調査指定地域、部分） - アンドーバー町 - イーストアンドーバー村 - ボスコーウェン町 - ボウ町 - ブラッドフォード町 - カンタベリー町 - チチェスター町 - ダンベリー町 - ダンバートン町 - イプサム町 - ヘニカー町 - ヒル町 - フックセット町 - サウスフックセット（国勢調査指定地域） | - ホプキントン - コントゥークック（国勢調査指定地域） - ラウドン町 - ニューロンドン町 - エルキンス村 - ニューベリー町 - ブロジェットランディング（国勢調査指定地域） - サウスニューベリー村 - ノースフィールド町 - ペンブローク町 - サンクック（国勢調査指定地域、部分） - ピッツフィールド町 - ソールズベリー町 - サットン町 - ノースサットン村 - サウスサットン村 - ワーナー町 - ウェブスター町 - ウィルモット町 |